# Where Fear and Weapons Meet
Where Fear and Weapons Meet (с англ. — «Там, где встречаются страх и оружие») — третий студийный альбом украинской метал-группы 1914, выпущенный 22 октября 2021 года на лейбле Napalm Records.

## Об альбоме
После выхода своего второго альбома, The Blind Leading the Blind, 1914 подписали контракт с лейблом Napalm Records, что привлекло к ним большее внимание СМИ и поклонников тяжёлой музыки и открыло больше возможностей для гастролей. Однако Пандемия COVID-19 остановила концертную деятельность группы, и музыканты решили сконцентрироваться на выходе нового альбома. Работа над ним началась в конце ноября 2020 года, продлившись до марта 2021 года, который группа потратила на репетиции и отработку материала, и в апреле 2021 года музыканты вошли во львовскую студию Jenny Records для записи.
Как и всё творчество группы, Where Fear and Weapons Meet посвящён истории Первой мировой войны, и большинство песен рассказывают о различных событиях и личностях той войны. Название песни «FN .380 ACP#19074» отсылает к модели и серийному номеру пистолета FN Model 1910, из которого был застрелен принц Франц Фердинанд, что послужило началом мировой войны. «Don’t Tread on Me» посвящена чернокожим бойцам Национальной гвардии Нью-Йорка, известным также как «Гарлемские бойцы ада». В «Vimy Ridge» повествуется о Филиппе Коновале — канадскому солдату украинского происхождения, являющемся единственным выходцем из Восточной Европы, обладающем Крестом Виктории. В «…and a Cross Now Marks His Place» цитируется реальное письмо, адресованное матери британского рядового А. Г. Харрисона, убитого в бою. Акустическая «Coward» описывает мысли приговорённого к казни дезертира. «Corps d’autos-canons-mitrailleuses» посвящена возвращению после боёв бельгийского артиллерийского полка. «Pillars of Fire» рассказывает о Мессинской битве.

## Отзывы критиков
Альбом был положительно оценен музыкальными критиками. Как и в случае предыдущего альбома, The Blind Leading the Blind, были высоко оценены старания глубоко и всесторонне рассмотреть реалии и психологию Первой мировой войны. Если второй альбом 1914 рассказывал о жизнях, унесённых Великой войной, то Where Fear and Weapons Meet сосредотачивается о выживших, акцентируясь на их чувства и эмоции, оставшиеся после войны. Макс Хейлман в своей рецензии для сайта Metal Injection описал альбом как «рисующий трагический, суровый и человеческий портрет Первой мировой войны с музыкальной напыщенностью и эмоциональной значимостью». Роберт Мюллер из Metal Hammer отметил рост музыкантов с творческом плане и отдельно похвалил возросших уровень английского у вокалиста Дмитрия Тернущака.
Рецензенты также с восторгом встретили старания группы расширить свой музыкальный ландшафт, которое достигалось включением в альбом синтезатора, оркестровых аранжировок и чистого вокала. Критики подмечали влияния таких коллективов как Bolt Thrower и God Dethroned, а также влияния гётеборгской сцены шведского дэт-метала. Похвалы удостоилось и техническое исполнение музыкантов.
По итогу 2021 года альбом неоднократно включался в списки «Лучших метал-альбомов года». Сайт Consequence of Sound поставил Where Fear and Weapons Meet на 13 место в своём списке «Топ-30 хард-рок и метал-альбомов 2021 года», написав «[Where Fear and Weapons Meet] выводит звук на новый уровень благодаря богатому продакшену и приглашённым музыкантам, создавая амбициозный кинематографический альбом, который никогда не теряет серьезности своей темы и содержит риффы, соответствующие этому настроению». Альбом получил награду «Metal Storm Awards 2021» как лучший дэт-метал-альбом года. На том же веб-сайте альбом стоит на 10 месте в топе лучших альбомов 2021 года, основанной на пользовательских оценках. Макс Хейлман из Metal Injection и Фил Бузман из MetalSucks включили Where Fear and Weapons Meet в свои персональные списки лучших альбомов года.

## Список композиций
| №                   | Название                                            | Длительность |
| ------------------- | --------------------------------------------------- | ------------ |
| 1.                  | «War In» (инструментальная)                         | 1:14         |
| 2.                  | «FN .380 ACP#19074»                                 | 6:20         |
| 3.                  | «Vimy Ridge (In Memory of Filip Konowal)»           | 8:13         |
| 4.                  | «Pillars of Fire (The Battle of Messines)»          | 5:27         |
| 5.                  | «Don't Tread on Me (Harlem Hellfighters)»           | 5:02         |
| 6.                  | «Coward»                                            | 2:28         |
| 7.                  | «…and a Cross Now Marks His Place»                  | 7:01         |
| 8.                  | «Corps d'autos-canons-mitrailleuses (A.C.M)»        | 5:22         |
| 9.                  | «Mit Gott für König und Vaterland»                  | 6:13         |
| 10.                 | «The Green Fields of France» (кавер на Эрика Богла) | 10:01        |
| 11.                 | «War Out» (инструментальная)                        | 1:55         |
| Общая длительность: | Общая длительность:                                 | 63:27        |

## Участники записи
1914
- 2-я дивизия, 147-й пехотный полк, старший лейтенант Дитмар Кумарберг (наст. имя Дмитрий Тернущак) — вокал
- 37-я дивизия, полк полевой артиллерии № 73, вахтмистер Лиам Фессен (наст. имя Алексей Фисюк) — гитара
- 5-я дивизия, Уланенский полк № 3, сержант Виталис Винкельхок (наст. имя Виталий Виговський) — гитара
- 9-я дивизия, гренадерский полк № 7, унтер-офицер Армин фон Хайнессен (наст. имя Армен Оганесян) — бас-гитара
- 33-я дивизия, 7-й тюрингский пехотный полк. № 96, рядовой Расти Потоплахт (наст. имя Ростислав Потопляк) — ударные

Приглашённый музыканты
- Ник Холмс — дополнительный вокал в песне «…and a Cross Now Marks His Place»
- Александр Булич — дополнительный вокал в песне «Coward»
- Анна Васильченко — волынка
- Юрий Сирый и The Dead Kaisers Orchestra — дирижёр и оркестровка

Производственный персонал
- Марьян Крыскув — запись
- Александр Баклунд — сведение
- Александр Посухов — сэмплирование
- Владимир Чебаков — обложка